# 里村茂夫

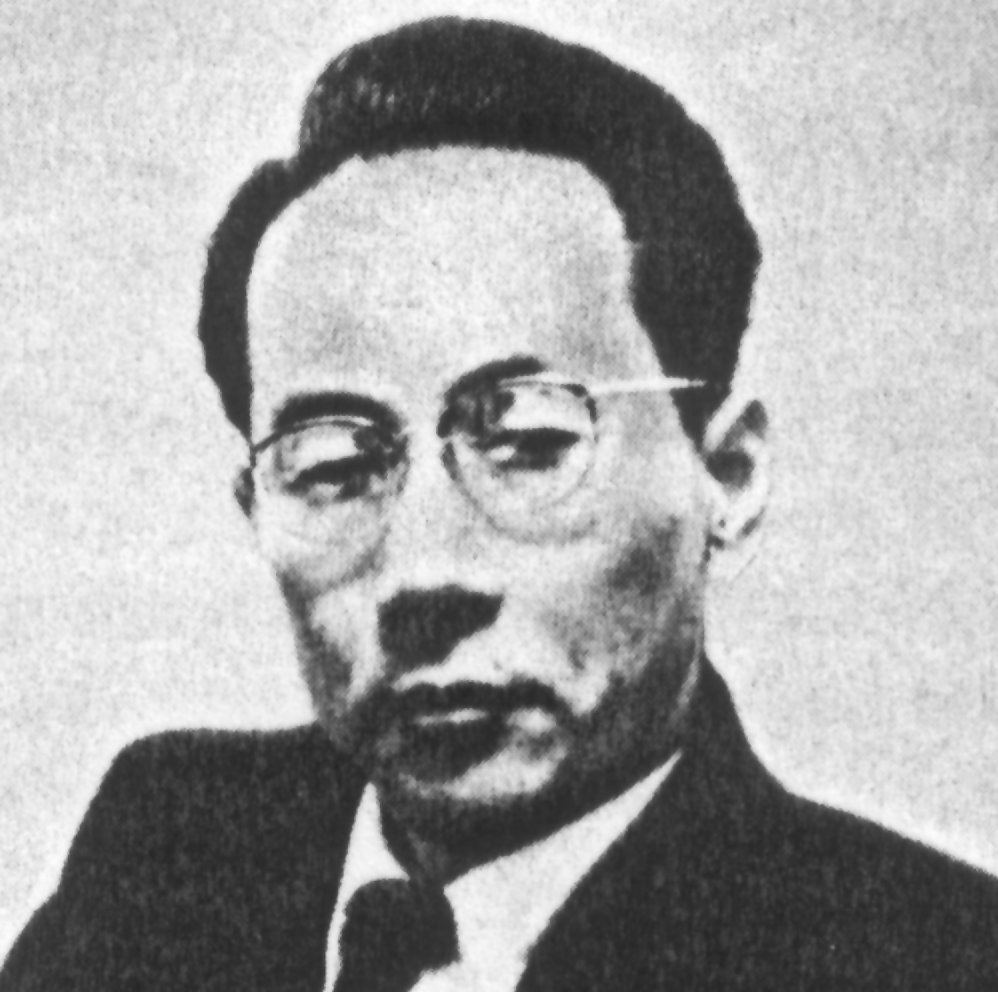

里村 茂夫（さとむら しげお、1919年 - 1960年）は日本の物理学者。医療の分野で超音波ドップラー法を世界にさきがけて開発した。
大阪大学を卒業して理工学部で働き、1952年に助教授になった。1955年に超音波による計測の研究を始め、岡部教授のアドバイスで医療分野への応用をおこなった。仁村泰治と共同で1959年ドップラー効果を用いて、生体中の動いている部分の観察する装置を開発した。41歳で病死し、死後に教授職を贈られた。